# Качегир
Качегир — исчезнувший участок на территории Буринского сельского поселения Зиминского района Иркутской области.

## История
Населённый пункт основан в 1908 году переселенцами из Белоруссии. Согласно переписи населения СССР 1926 года в населённом пункте насчитывалось 70 хозяйств, проживали 348 человек (177 мужчин и 171 женщина). В конце 1920-х входил в состав Кундулунского сельсовета Кимильтейского района. До 1930-х годов жители занимались единоличным хозяйством. Первоначально в деревне школы не было, дети учились в школе населённого пункта Крюковский. В 1929 году в Качегире была открыта начальная школа, где учились более 30 учеников. В посёлке был организован колхоз, функционировала небольшая ферма, основной деятельностью жителей было коневодство, сенокошение и вырубка лесов под сельскохозяйственные земли. На 1966 год участок в составе Кундулунского сельсовета. В 1960-х населённый пункт пришёл в упадок и в 1970-х перестал существовать. На топографической карте Генштаба СССР 1984 года участок Качегир отмечен как нежилой.